# 버진 메가스톤

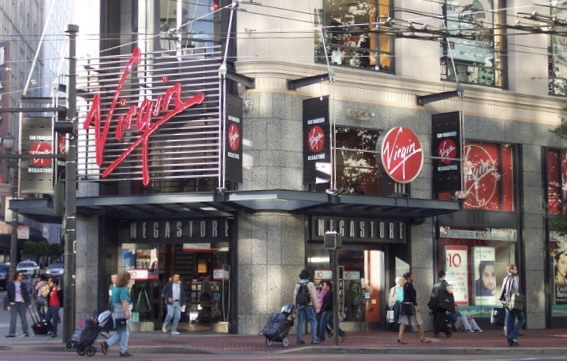

버진 메가스토어(영어: Virgin Megastores)는 영국 버진 그룹의 대형 CD 매장이다.

## 개요
원래 통신 판매 전문 업체였으나 버진 레코드가 우체국 직원의 파업에 따른 영향으로 영업 수 없으며 리처드 브랜슨이 런던에 설립한 레코드 가게였다. 그 세계 전개를 도모했지만, 2007년 본국 영국의 점포망이 MBO에 의해 독립했다. 또한 미국과 일본 지점이 폐쇄 되면서 현재는 유럽과 중동, 오스트레일리아 등 일부 국가에 한정되어 있다.

## 같이 보기
- 버진 그룹